# Camera Secretelor
Camera secretelor este o încăpere din castelul Hogwarts, ce a fost creată de Salazar Slytherin (Viperin). 

## Istorie și legendă
Conform istoriei, castelul Hogwarts și școala de magie, farmece și vrăjitorii, a avut patru fondatori: Godric Gryffindor (Cercetaș), Helga Hufflepuff (Astropuf), Rowena Ravenclaw (Ochi de Șoim) și Salazar Slytherin(Viperin). Aceștia se numărau printre cei mai buni vrăjitori și vrăjitoare ai acelei vremi. Ei învățau ei înșiși studenții, trăind în armonie, însă într-o zi a apărut o neînțelegere între Slytherin și ceilalți trei fondatori ai castelului în ceea ce privește studenții acceptați la școală. El voia o selecție mai atentă în ceea ce privește sângele vrăjitoresc, pe care îl aveau cei acceptați. Cum ceilalți nu au fost de acord, el a părăsit școala, însă înainte a construit o cameră, numită Camera secretelor, în interiorul căreia se află un monstru, iar când urmașul său va veni la școală, acesta va putea elibera monstrul, pentru a curăța școala de cei ai căror părinți erau Încuiați.

## Altele despre cameră
Camera Secretelor este situată adânc sub castel, probabil sub lac {{[CS Ch.16]}}, iar monstrul din interiorul ei este un basilisc, care este considerat regele șerpilor. Acest monstru nu putea fi controlat decât de Salazar Slytherin sau de urmașii săi, aceștia fiind singurii capabili să vorbească reptomita (limba șerpilor). 
Camera secretelor a fost bine ascunsă, intrare aflându-se în baia Plângăcioasei Myrtle, de la etajul al doilea. Aceasta nu poate fi deschisă decât de către un vorbitor de reptomita, astfel, doar urmașul lui Viperin poate intra acolo și doar el poate găsi camera. 
Camera a fost deschisă pentru prima oară de către Voldemort, pe vremea când acesta încă mai era la școală, în al cincilea an al său, în anul 1943, cu 50 de ani înainte ca Harry să ajungă în anul II. Vinovatul nu a fost prins, el însuși susținând că Hagrid este vinovat de ceea ce se întâmplă în școală. A doua oară a fost descrisă în 1993, când Harry Potter se afla în cel de-al doilea an al său la Hogwarts, de către aceeași persoană, însă de această dată s-a folosit de un jurnal cu ajutorul căruia a posedat-o pe Ginny Wesley și a obligat-o să comită atacuri asupra celor cu părinți încuiați. Din acest an camera a rămas goală, deoarece Harry a ucis basiliscul.